# Westendorf (Tirol)
Westendorf is een gemeente in de Oostenrijkse deelstaat Tirol, en maakt deel uit van het district Kitzbühel.
Westendorf telt 3477 inwoners en kan plaats bieden aan 4000 wintersporters.
Het plaatsje Bichling, dat ten westen van Westendorf ligt, werd in de loop der tijd samengevoegd met Westendorf.
Vanwege wintersporters is Westendorf fors gegroeid. Westendorf maakte met zijn Alpenrosenbahn deel uit van het Skiwelt-gebied, maar was door zijn geografische ligging lang afhankelijk van busvervoer. In 2004 werd de start gegeven voor een verbinding naar het skigebied van het dorp Kirchberg. Met een lange afdaling van een gemixte blauwe en rode piste en een nieuwe achtpersoons gondel, werd het mogelijk om het skigebied van Kirchberg vanuit Westendorf te benaderen.
In 2008 werd er een belangrijke verbinding op touw gezet om Brixen im Thale en Westendorf te verbinden met de Skiweltbahn. Vanaf het dalstation in Brixen gaat sindsdien een gondel naar de Choralmtop van Westendorf. De (dal-)afdaling van deze top terug naar Brixen is een combinatie van blauw, rood en zwart.
Hieraan gerelateerd is het ontstaan van de Choralmbahn. Bijzonder aan deze lift is dat deze in een flauwe rechterbocht omhoog loopt in tegenstelling tot reguliere skiliften.

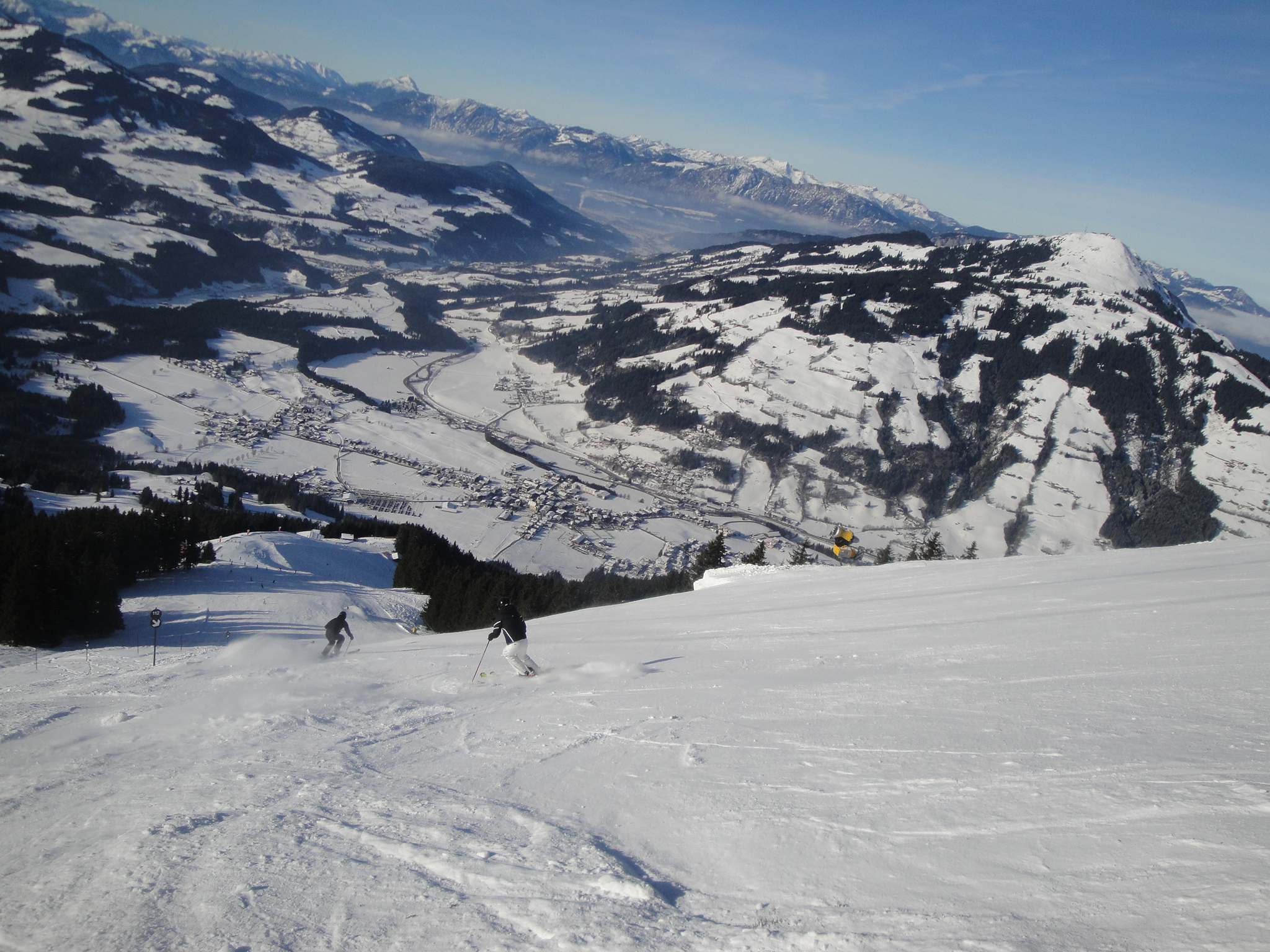
De steilste piste in het skigebied rondom Westendorf met uitzicht op Westendorf

- Gemeinsame Normdatei: 4527294-3
- Virtual International Authority File: 235666406

Aurach bei Kitzbühel ·
Brixen im Thale ·
Fieberbrunn ·
Going am Wilden Kaiser ·
Hochfilzen ·
Hopfgarten im Brixental ·
Itter ·
Jochberg ·
Kirchberg in Tirol ·
Kirchdorf in Tirol ·
Kitzbühel ·
Kössen ·
Oberndorf in Tirol ·
Reith bei Kitzbühel ·
Schwendt ·
St. Jakob in Haus ·
St. Johann in Tirol ·
St. Ulrich am Pillersee ·
Waidring ·
Westendorf